# تپه قزل داش
تپه قزل داش مربوط به سدهٔ ۶ تا ۸ ه.ق است و در شهرستان خوی، بخش مرکزی، دهستان رهال، روستای مالاجنود واقع شده و این اثر در تاریخ ۷ اسفند ۱۳۸۵ با شمارهٔ ثبت ۱۷۶۴۳ به‌عنوان یکی از آثار ملی ایران به ثبت رسیده است.